# Хусейн Авні
Хусейн Авні-бей (1874, Бітола — 13 серпня 1915, Чанаккале) — командир 57-го піхотного полку Османської армії в битві біля Галліполі. Його останнє звання — підполковник (тур. Yarbay).